# Йоасаф Аргиропулос
Йоасаф Аргиропулос (на гръцки: Ιωάσαφ Αργυρόπουλος) е православен духовник от XVI век.

## Биография
Роден е в Солун в голямо и известно семейство, преселило се в града от Фенер, Константинопол. В 1547 година става литийски и рендински епископ. При патриарх Митрофан III Константинополски Йоасаф става солунски митрополит. За кратко османските власти го отстраняват от престола, тъй като предава на западните страни информации, неблагоприятни за империята. Заема солунската катедра до 1578 година.